# Paul Hoekstra
Pour les articles homonymes, voir Hoekstra.
Paul Hoekstra, né le 30 décembre 1944 à Enschede, est un kayakiste néerlandais qui concourt dans les années 1960. Il participe à trois éditions des Jeux olympiques et remporte la médaille d'argent en K-2 1000m lors des Jeux olympiques d'été de 1964.

## Palmarès

### Jeux olympiques
- Jeux olympiques de 1964 à Tokyo,  Japon
  -  Médaille d'argent